# María Noel Genovese
María Noel Genovese   (Montevideo, 25 de desembre de 1943) més coneguda pel seu nom artístic Maria Noel, és una ex-model i actriu uruguaiana.

## Biografia
María Noel Genovese Berisso és filla de la periodista Maria Berisso. Va participar en el certamen Miss Uruguai, i va ser finalista en Miss Món 1962.
En la dècada del 1960 va començar a treballar a la televisió. Va seguir la seva carrera a l'Argentina i als Estats Units d'Amèrica. A principis de 1979 fins a mitjans de 1980 va estar en parella amb l'actor argentí, Carlos Calvo.
Actualment resideix a Buenos Aires.

## Televisió
- 1962: Miss World 1962.
- 1963: Los cinco sentidos .
- 1969: Ladrón sin destino.
- 1974: Hupumorpo.
- 1977: Mi hermano Javier .
- 1979: Olmedo 79.
- 1979: Dulce fugitiva.
- 1980: Mancinelli y familia .
- 1980: El secreto de Ana Clara.
- 1982: Verónica: el rostro del amor.
- 1982: Juan sin nombre.
- 1982: Después del final.
- 1983: Jugarse entero.
- 1989: Amigos son los amigos.
- 1994: Alejandra (telenovel·la).

## Teatre
- 1979: Una noche a la italiana (1979) amb Carlos Calvo, Marta González, Ricardo Bauleo i Paulina Singerman.
- 1981: Boeing boeing en Mar del Plata junt amb Gigí Ruá, Osvaldo Miranda, Paulina Singerman i elenc.

## Filmografia
- 1974: La flor de la mafia.[4]
- 1977: La noche del hurto.
- 1977: Tiempos duros para Drácula.
- 1977: Los superagentes biónicos.
- 1978: El divorcio está de moda (de común acuerdo).
- 1979: Cuatro pícaros bomberos.
- 1982: El agujero en la pared.
- 1988: Jailbird Rock.
- 1990: Sulle tracce del condor.
- 1997: La lección de tango.